# 悪徳を雷で打つゼウス
『悪徳を雷で打つゼウス』(あくとくをかみなりでうつゼウス、仏: Jupiter foudroyant les Vices、英: Jupiter Hurling Thunderbolts at the Vices）は、イタリア盛期ルネサンス期のヴェネツィア派の巨匠パオロ・ヴェロネーゼが郷里ヴェローナからヴェネツィアに出てきて間もない1553-1556年ごろにキャンバス上に油彩で制作した絵画である。本来、ヴェネツィアのドゥカーレ宮殿の10人評議会の間 (Sala del consiglio dei dieci) の中央天井画として描かれた。ナポレオン戦争中の1798年にフランス軍に掠奪され、以来、パリのルーヴル美術館に所蔵されている。

## 作品
本作の主題であるゼウスはティーターンのクロノスの息子であったが、父を倒してオリュンポス十二神の最高神となった。彼は雲や雨、雷などの気象を自在に操ることのできる天空の神である。ゼウスは画面中央上で大鷲を従え、雷を武器としているが、鷲は彼の聖鳥で、雷は天の支配の象徴として両方とも彼のアトリビュート (人物を特定する事物) となっている。

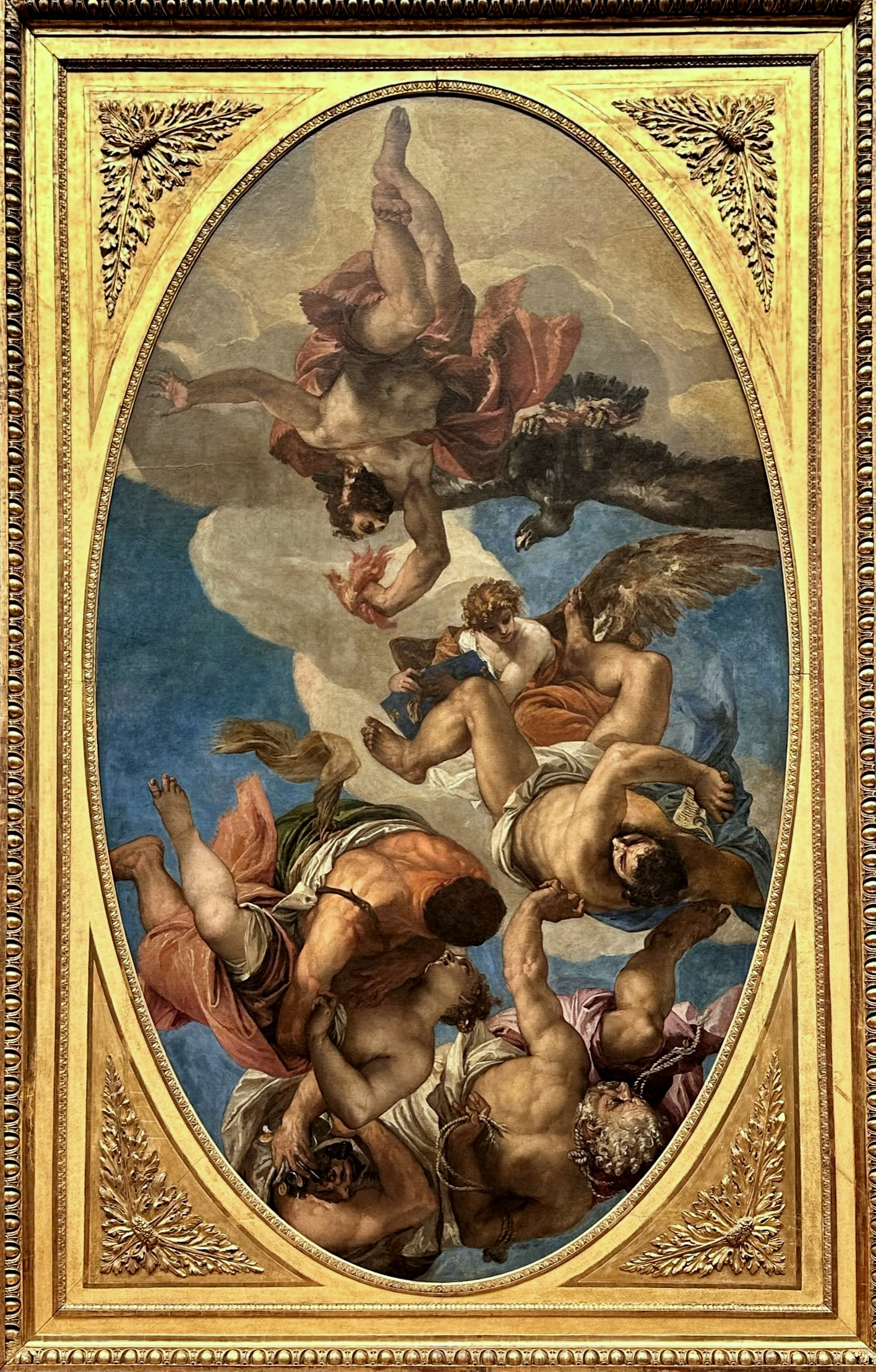
額縁の中の『悪徳を雷で打つゼウス』

ゼウスが絵画中に表される時は、長い巻き毛の髭と髪を持ち、筋骨隆々たる姿で描かれるのが一般的である。雷が絵画に登場する時は、稲妻を表現するために先端が分かれたものとして描かれる。また、バロック期の絵画では火炎として描かれるが、ルネサンス期の本作でも、ゼウスは先端が分かれた火炎として描かれている雷を手に持っている。なお、大鷲が雷を持っている絵画もある。
画面下にはゼウスに追い立てられている老若男女の姿が見えるが、彼らは淫欲、憤怒、傲慢などの悪徳の擬人像となっている。絵画は、道徳は悪徳に勝るということを表しているのである。とはいえ、各人物の量感溢れる裸体像と、そのダイナミックな飛翔交錯が制作の主眼となっており、ヴェロネーゼは絵画が天上画として下から見上げられた際の、それぞれの人物の短縮法的効果の表出に努力を傾けている。彫塑的に造形された人物像は青い空に際立っている。